# Claire Coombs
Claire Louise Coombs (Bath, 18 gennaio 1974) è la moglie di Lorenzo del Belgio dal 2003.

## Biografia

### Infanzia e istruzione
È la figlia di Nicholas John Coombs (Bath, 14 aprile 1938), un uomo d'affari di origine britannica, e di sua moglie belga, Nicole Eva Gabrielle Thérèse, née Mertens (Ixelles, 20 giugno 1951). Ha una sorella maggiore, Joanna, e un fratello minore, Matthew. La sua famiglia si è trasferita a Dion-le-Val, vicino a Bruxelles nel 1977. Ha quindi vissuto in Belgio da quando aveva 3 anni.
Frequentò le scuole primarie e secondarie all'Institut de la Providence di Wavre, per poi concludere, nel 1999, gli studi da geometra. Iniziò a lavorare in una società del settore, Brone & Oldenhove, dove era già stata attiva come stagista.

### Matrimonio
Nel 2000 conobbe il principe Lorenzo a una cena da un amico in comune. Il 19 dicembre 2002 il palazzo reale annunciò il loro fidanzamento.
Il 12 aprile 2003 si sposarono con una cerimonia civile presso il Municipio di Bruxelles, mentre la cerimonia religiosa si tenne nella Concattedrale di San Michele e Santa Gudula. La famiglia vive a Villa Clementine, a Tervuren.

### Ruolo pubblico

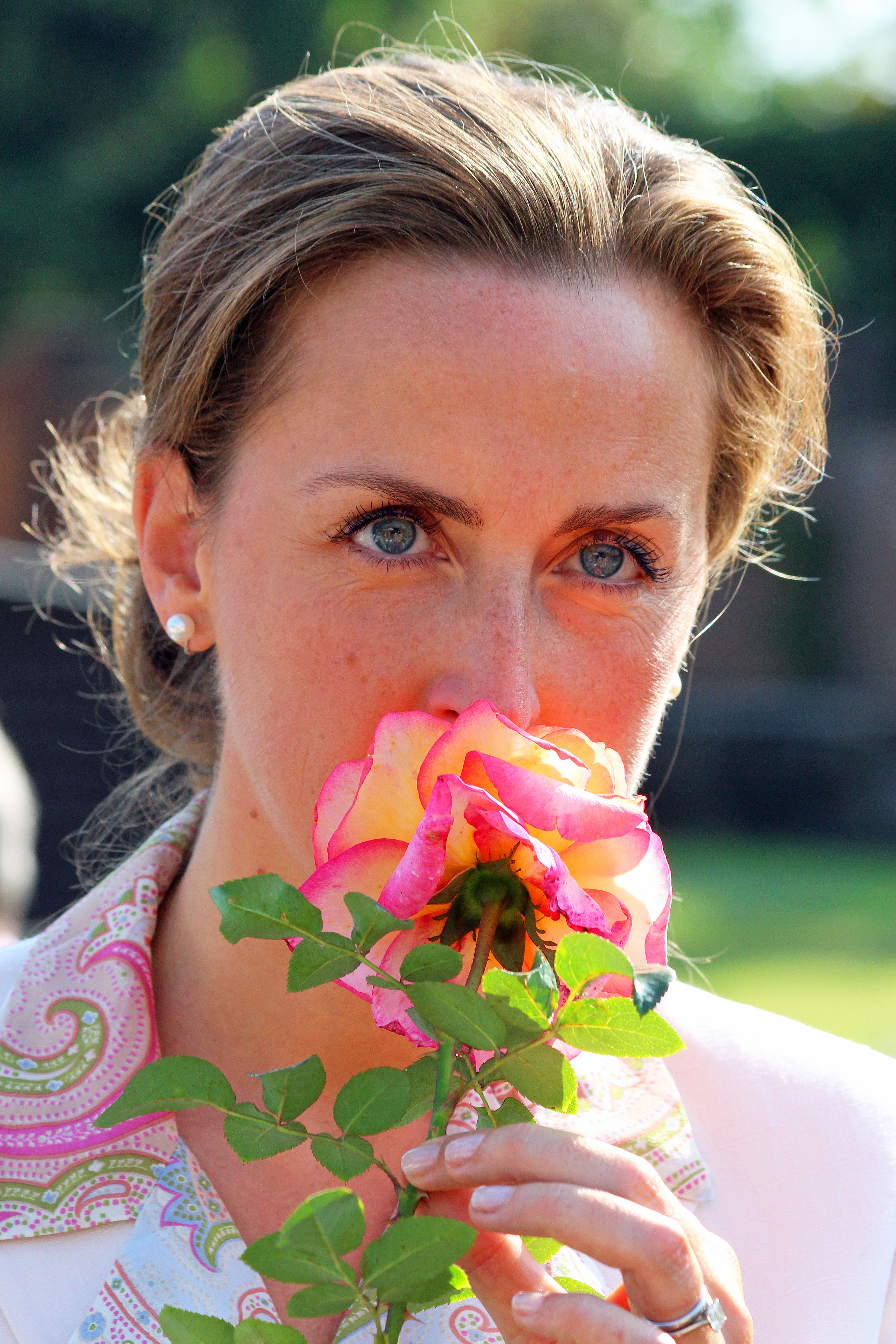
La principessa Claire nel 2013

A differenza delle sue due cognate, la regina Mathilde e la principessa Astrid, la principessa Claire non ha un ruolo ufficiale definito. Appare occasionalmente in pubblico accompagnando suo marito, generalmente a sostegno di cause ambientali o di beneficenza per animali.
È anche una delle principali mecenate della Società Corale di Bruxelles, che ha cantato durante la cerimonia religiosa del suo matrimonio. È anche attiva in organizzazioni legate al Regno Unito in Belgio. È membro del Board of Trustees presso la British School of Brussels e partecipa attivamente a eventi di beneficenza e commemorativi ospitati dall'Ambasciatore britannico in Belgio.
Nel marzo 2020, durante la pandemia di COVID-19, è stato annunciato ufficialmente che la principessa Claire era risultata positiva al virus SARS-CoV-2.

## Discendenza
Claire Coombs e il principe Lorenzo del Belgio hanno tre figli:
- Principessa Louise Sophie Mary, nata il 6 febbraio 2004 all'ospedale Saint Luc di Woluwe-Saint-Lambert;
- Principe Nicolas Casimir Marie, nato il 13 dicembre 2005 all'ospedale Saint Luc di Woluwe-Saint-Lambert;
- Principe Aymeric Auguste Marie, nato il 13 dicembre 2005 all'ospedale Saint Luc di Woluwe-Saint-Lambert.

## Titoli e trattamento
- 18 gennaio 1974 – 12 aprile 2003: Mademoiselle Claire Louise Coombs
- 12 aprile 2003 - in carica: Sua Altezza Reale, la principessa Claire del Belgio[6]

## Ascendenza
|                         |                      |                              | Genitori              |  |  | Nonni |  |  | Bisnonni              |  |  | Trisnonni           |  |
|                         |                      |                              |                       |  |  |       |  |  | Henry Nicholas Coombs |  |  | Henry Arthur Coombs |  |
|                         |                      |                              |                       |  |  |       |  |  | Henry Nicholas Coombs |  |  | Henry Arthur Coombs |  |
|                         |                      | Philicitas Hester Fontenella |                       |  |  |       |  |  | Henry Nicholas Coombs |  |  |                     |  |
| Nicholas Charles Coombs |                      |                              |                       |  |  |       |  |  | Henry Nicholas Coombs |  |  |                     |  |
|                         |                      | Beatrice Flora Leonardt      | Carl Deidrik Leonardt |  |  |       |  |  |                       |  |  |                     |  |
|                         |                      | Beatrice Flora Leonardt      | Carl Deidrik Leonardt |  |  |       |  |  |                       |  |  |                     |  |
|                         |                      | Beatrice Flora Leonardt      | Emily Barber          |  |  |       |  |  |                       |  |  |                     |  |
| Nicholas John Coombs    |                      | Beatrice Flora Leonardt      |                       |  |  |       |  |  |                       |  |  |                     |  |
|                         |                      | Robert Joseph Harmer         | William Knight Harmer |  |  |       |  |  |                       |  |  |                     |  |
|                         |                      | Robert Joseph Harmer         | William Knight Harmer |  |  |       |  |  |                       |  |  |                     |  |
|                         |                      | Robert Joseph Harmer         | Catherine Robbins     |  |  |       |  |  |                       |  |  |                     |  |
| Olive Mary Harmer       |                      | Robert Joseph Harmer         |                       |  |  |       |  |  |                       |  |  |                     |  |
|                         |                      | Mildred Brock                | …                     |  |  |       |  |  |                       |  |  |                     |  |
|                         |                      | Mildred Brock                | …                     |  |  |       |  |  |                       |  |  |                     |  |
|                         |                      | Mildred Brock                | …                     |  |  |       |  |  |                       |  |  |                     |  |
| Claire Coombs           |                      | Mildred Brock                |                       |  |  |       |  |  |                       |  |  |                     |  |
|                         | Liévin Marie Mertens | Antoine Joseph Mertens       |                       |  |  |       |  |  |                       |  |  |                     |  |
|                         | Liévin Marie Mertens | Antoine Joseph Mertens       |                       |  |  |       |  |  |                       |  |  |                     |  |
|                         | Liévin Marie Mertens | Elisabeth Parijs             |                       |  |  |       |  |  |                       |  |  |                     |  |
| André Emile Mertens     | Liévin Marie Mertens |                              |                       |  |  |       |  |  |                       |  |  |                     |  |
|                         |                      | Eva Marie Mary               | Philibert Mary        |  |  |       |  |  |                       |  |  |                     |  |
|                         |                      | Eva Marie Mary               | Philibert Mary        |  |  |       |  |  |                       |  |  |                     |  |
|                         |                      | Eva Marie Mary               | Celestine Brison      |  |  |       |  |  |                       |  |  |                     |  |
| Nicole Eva Mertens      |                      | Eva Marie Mary               |                       |  |  |       |  |  |                       |  |  |                     |  |
|                         |                      | Adhémar Ephrem Sclifet       | Joseph Sclifet        |  |  |       |  |  |                       |  |  |                     |  |
|                         |                      | Adhémar Ephrem Sclifet       | Joseph Sclifet        |  |  |       |  |  |                       |  |  |                     |  |
|                         |                      | Adhémar Ephrem Sclifet       | Juliette Tricout      |  |  |       |  |  |                       |  |  |                     |  |
| Marie Louise Sclifet    |                      | Adhémar Ephrem Sclifet       |                       |  |  |       |  |  |                       |  |  |                     |  |
|                         |                      | Philomène Rousseau           | Albert Henri Rousseau |  |  |       |  |  |                       |  |  |                     |  |
|                         |                      | Philomène Rousseau           | Albert Henri Rousseau |  |  |       |  |  |                       |  |  |                     |  |
|                         |                      | Philomène Rousseau           | Alix Durant           |  |  |       |  |  |                       |  |  |                     |  |
|                         |                      | Philomène Rousseau           |                       |  |  |       |  |  |                       |  |  |                     |  |